# Герб Эстремадуры
Герб Эстремадуры — официальный символ испанского автономного сообщества Эстремадура. Принят 3 июня 1985.

## Описание
В полурассечённом и пересечённом щите с малым щитком в середине в первой части в золотом поле червлёный лев, во второй части в червлёном поле золотой замок о трёх башен с лазоревыми окнами и вратами, в третьей части в лазоревом поле две золотые колонны, стоящие на основании из серебряных узких поясов и переплетённые серебряной лентой с девизом «Plus ultra». В серебряном щитке вырванный дуб натурального цвета.

## Символика
Червлёный лев является символом Леона, золотой замок — Кастилии. Таким образом, элементы первых двух четвертей герба символизируют королевство Кастилии и Леона, в которое исторически входила Эстремадура. Колонны представляют Геркулесовы столбы. Девиз «Plus ultra», что переводится как «Дальше предела» или «За пределы», ранее имел форму «Non plus ultra», то есть «Дальше некуда», но после открытия Америки потерял свою актуальность и был принят современный вариант. Дерево в малом щитке заимствовано из герба Мадрида и обозначает подчинённость столице государства.

## Использование
Герб используется на зданиях официальных учреждений автономного сообщества Эстремадура, официальных документах и бланках. Также герб присутствует на флаге Эстремадуры.